# Jean-François Hennequin (général)
Pour les articles homonymes, voir Jean-François Hennequin et Hennequin.
Jean-François Hennequin, né le 3 janvier 1774, à Montmarault (Allier), mort le 22 mai 1832 à Paris, est un général français de la Révolution et de l’Empire.

## Biographie

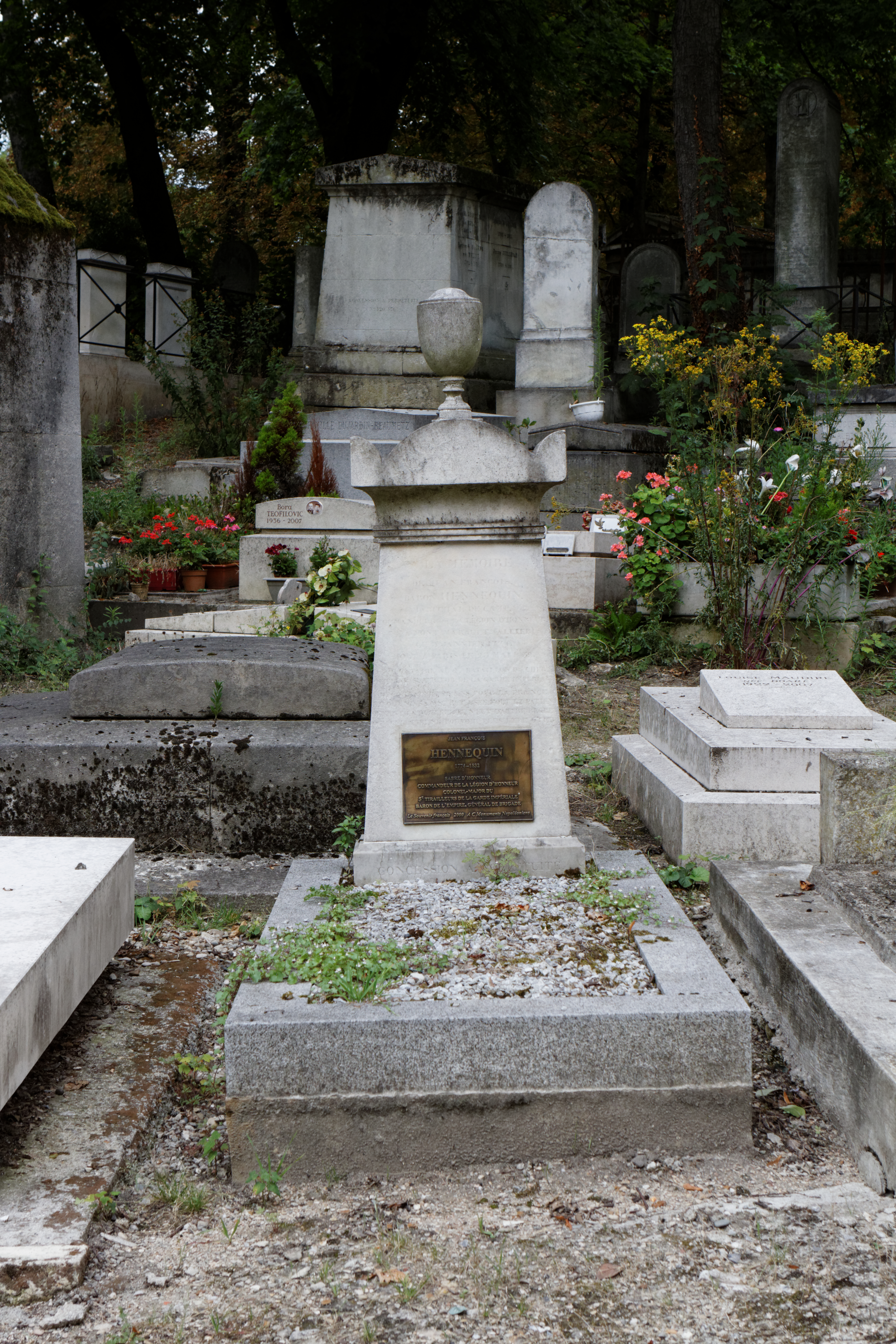
Tombe au cimetière du Père-Lachaise.

Il entre au service le 25 août 1792 comme lieutenant dans le 2e bataillon de volontaires du Cher, devenu 132e et 108e demi-brigade de ligne. Il fait les campagnes de 1792 à l'an IV, aux armées de la Moselle et de Sambre-et-Meuse.
Promu capitaine en thermidor an IV, il sert avec honneur depuis cette époque jusqu'à l'an IX aux armées du Rhin, d'Helvétie et du Danube, et se distingue surtout dans les journées des 3, 8 et 9 vendémiaire an VIII, à Muthental. Le 3, à la tête de trois compagnies de grenadiers, il parvient, par les sages dispositions qu'il prend, à arrêter les progrès des Russes qui manœuvraient pour couper l'armée française, et Hennequin exécute, avec autant de précision que de sang-froid, l'ordre qu'il reçoit de dégager le 1er bataillon de la 108e demi-brigade et une partie de la 50e demi-brigade de bataille qui se trouvent vivement compromis, et avec ses trois compagnies de grenadiers il culbute une colonne ennemie forte de 3 000 hommes, la mène tambour battant jusqu'aux portes de Zurich et lui fait éprouver une perte considérable. À l'affaire du 8, la 108e est chargée d'attaquer le général Souvorov, dans les gorges de Muthental, se voit obligée, par la supériorité numérique de l'ennemi, d'appeler à son secours les trois compagnies de grenadiers qui forment la réserve. Hennequin engage le combat et le soutient pendant toute là journée avec tant d'acharnement, que les Russes ne purent remporter aucun avantage. Les grenadiers leur tuent beaucoup de monde et leur prennent 2 pièces de canons. Le lendemain 9, la 53e demi-brigade, qui a reçu l'ordre d'attaquer l'armée russe dans la position avantageuse qu'elle occupe, se voit bientôt forcée de battre en retraite devant les forces imposantes qui lui sont opposées. Hennequin, qui doit appuyer cette demi-brigade, et qui est déjà en position à l'entrée de la gorge, sut inspirer une telle confiance et une telle ardeur à ses grenadiers, qu'il parvient à arrêter un ennemi qui se croyait déjà vainqueur. Il reprend les canons dont les Russes s'étaient emparés, ainsi que les chariots chargés de nos blessés, et tue un grand nombre d'ennemis.
Il se fait encore remarquer les 13, 15 et 19 de la même année, aux batailles d'Engen, de Moeskirch et de Biberach, et le 12 frimaire an IX à celle de Hohenlinden. Le premier Consul lui décerne un sabre d'honneur par arrêté du 9 prairial an X. Classé comme membre de droit dans la 7e cohorte de la Légion d'honneur, il en est nommé officier le 25 prairial an XII, et il est désigné par l'Empereur pour faire partie du collège électoral du département de l'Allier. Il sert à l'armée des côtes de l'Océan pendant les ans XII et XIII. Le 12 fructidor de cette dernière année il passe avec son grade dans les grenadiers à pied de la Garde impériale, fait avec ce corps d'élite la campagne de l'an XIV, 1806 et 1807 à la Grande Armée et il est nommé chef de bataillon au Régiment des fusiliers-grenadiers de la Garde impériale le 16 février 1807.
En Espagne en 1808, à l'armée d'Allemagne en 1809, il retourne en Espagne, où il fait la guerre pendant les années 1810 et 1811. Colonel-major du 5e régiment de tirailleurs de la Garde impériale le 24 juin 1811, c'est à la tête de ce corps qu'il combat en Russie et en Saxe pendant les guerres de 1812 et 1813 ; il est créé baron de l'Empire, et il se signal par son intrépidité à la bataille de Dresde, où il est blessé par un éclat d'obus à la tête, et par un coup de feu qui lui brise la mâchoire inférieure, détruit les dents incisives, et emporte la partie latérale gauche de la langue.
Ces blessures le mettent dans l'impossibilité de continuer de servir activement, il sollicite sa retraite. Mais l'Empereur, qui veut lui témoigner la haute satisfaction qu'il éprouve de ses longs et honorables services, le nomme général de brigade le 25 novembre 1813 et l'admet à jouir de la retraite de ce grade. Par décret du même jour, il est créé commandeur de la Légion d'honneur.
Il reçoit la croix de Saint-Louis le 5 octobre 1814.
Il est inhumé au cimetière du Père-Lachaise (39e division).

## Sources
« Jean-François Hennequin (général) », dans Charles Mullié, Biographie des célébrités militaires des armées de terre et de mer de 1789 à 1850, 1852 [détail de l’édition]